# Teresa de Cofrentes
Teresa de Cofrentes (em castelhano e oficialmente) ou Teresa de Cofrents (em valenciano) é um município da Espanha na província de Valência, Comunidade Valenciana. Tem 110,8 km² de área e em 2021 tinha 618 habitantes (densidade: 5,6 hab./km²).

## Demografia
| Variação demográfica do município entre 1991 e 2004 | Variação demográfica do município entre 1991 e 2004 | Variação demográfica do município entre 1991 e 2004 | Variação demográfica do município entre 1991 e 2004 |
| --------------------------------------------------- | --------------------------------------------------- | --------------------------------------------------- | --------------------------------------------------- |
| 1991                                                | 1996                                                | 2001                                                | 2004                                                |
| 766                                                 | 751                                                 | 661                                                 | 661                                                 |